# Bass Coast Shire
Bass Coast Shire is een Local Government Area (LGA) in Australië in de staat Victoria. Bass Coast Shire telt 30.191 inwoners. De hoofdplaats is Wonthaggi.